# Campeonato Mundial de Clubes de Voleibol Feminino de 2018
O Campeonato Mundial de Clubes de Voleibol Feminino de 2018 foi a décima segunda edição do torneio organizado anualmente pela FIVB, realizada entre os dias 4 e 9 de dezembro na cidade de Shaoxing, localizada na província de  Zhejiang.
O VakifBank Istanbul conquistou nesta edição o tricampeonato ao derrotar o time brasileiro do Minas Tênis Clube e chinesa Zhu Ting novamente nomeada a melhor jogadora da competição (MVP).

## Formato de disputa
Para a classificação dentro dos grupos na primeira fase, o placar de 3-0 ou 3-1 garantiu três pontos para a equipe vencedora e nenhum para a equipe derrotada; já o placar de 3-2 garantiu dois pontos para a equipe vencedora e um para a perdedora.

## Local dos jogos
| Todas as partidas              |
| ------------------------------ |
| Shaoxing                       |
| Shaoxing Olympic Sports Center |
| Capacidade: 8 000              |

## Equipes participantes
As seguintes equipes foram qualificadas ou convidadas para a disputa do Campeonato Mundial de Clubes de 2018:
| Equipe                    | Qualificação                                          |
| ------------------------- | ----------------------------------------------------- |
| Zhejiang                  | Representante do país-sede                            |
| Supreme Chonburi          | Campeão do Campeonato Asiático de Clubes de 2017      |
| VakifBank Istanbul        | Campeão da Liga dos Campeões da Europa de 2017-18     |
| Minas Tênis Clube         | Campeão do Campeonato Sul-Americano de Clubes de 2018 |
| Eczacibasi Vitra Istanbul | Convidado                                             |
| Voléro Le Cannet          | Convidado                                             |
| Praia Clube               | Convidado                                             |
| Altay Volleyball Club     | Convidado                                             |

## Fase classificatória
|  | Qualificados para as semifinais |
|  | Disputa do 5º ao 8º lugares     |

### Grupo A
Classificação
|     |                    |     | Jogos | Jogos | Jogos | Pontos | Pontos | Pontos | Sets | Sets | Sets  |
| Pos | Equipe             | Pts | T     | V     | D     | V      | P      | R      | V    | P    | R     |
| --- | ------------------ | --- | ----- | ----- | ----- | ------ | ------ | ------ | ---- | ---- | ----- |
| 1   | VakifBank Istanbul | 9   | 3     | 3     | 0     | 230    | 168    | 1.369  | 9    | 0    | MAX   |
| 2   | Minas Tênis Clube  | 5   | 3     | 2     | 1     | 265    | 243    | 1.091  | 6    | 6    | 1,000 |
| 3   | Zhejiang           | 2   | 3     | 1     | 2     | 211    | 278    | 0.759  | 4    | 8    | 0.500 |
| 4   | Voléro Le Cannet   | 2   | 3     | 0     | 3     | 260    | 277    | 0.939  | 4    | 9    | 0.444 |

Resultados
| Data   | Hora  |                      | Placar |                       | Set 1 | Set 2 | Set 3 | Set 4 | Set 5 | Total   | Relatório |
| ------ | ----- | -------------------- | ------ | --------------------- | ----- | ----- | ----- | ----- | ----- | ------- | --------- |
| 04 dez | 04:00 | 'Minas Tênis Clube'  | 3–2    | Voléro Le Cannet      | 17–25 | 25–20 | 25–16 | 17–25 | 16–14 | 100–100 | 100–100   |
| 04 dez | 10:00 | Zhejiang             | 0–3    | ' VakifBank Istanbul' | 20–25 | 13–25 | 13–25 |       |       | 46–75   | 46–75     |
| 05 dez | 04:00 | 'VakifBank Istanbul' | 3–0    | Voléro Le Cannet      | 25–21 | 25–15 | 25–17 |       |       | 75–53   | 75–53     |
| 05 dez | 10:00 | Zhejiang             | 1–3    | ' Minas Tênis Clube'  | 11–25 | 25–21 | 10–25 | 17–25 |       | 63–96   | 63–96     |
| 07 dez | 07:00 | 'VakifBank Istanbul' | 3–0    | Minas Tênis Clube     | 25–23 | 30–28 | 25–18 |       |       | 80–69   | 80–69     |
| 07 dez | 10:00 | 'Zhejiang'           | 3–2    | Voléro Le Cannet      | 16-25 | 25-19 | 19-25 | 26-24 | 16-14 | 102–0   | 102–107   |

### Grupo B
Classificação
|     |                           |     | Jogos | Jogos | Jogos | Pontos | Pontos | Pontos | Sets | Sets | Sets  |
| Pos | Equipe                    | Pts | T     | V     | D     | V      | P      | R      | V    | P    | R     |
| --- | ------------------------- | --- | ----- | ----- | ----- | ------ | ------ | ------ | ---- | ---- | ----- |
| 1   | Eczacibasi Vitra Istanbul | 9   | 3     | 3     | 0     | 250    | 159    | 1.572  | 9    | 1    | 9,000 |
| 2   | Praia Clube               | 6   | 3     | 2     | 1     | 230    | 199    | 1.156  | 7    | 3    | 2.333 |
| 3   | Supreme Chonburi          | 3   | 3     | 1     | 2     | 187    | 235    | 0.796  | 3    | 7    | 0.429 |
| 4   | Altay Volleyball Club     | 0   | 3     | 0     | 3     | 168    | 245    | 0.686  | 1    | 9    | 0.111 |

Resultados
| 4 de dezembro de 2018 10ː00 P2 AQ | Supreme Chonburi | 0 — 3             | Praia Clube | Shaoxing Olympic Sports Center, Shaoxing Público: 1 145 Árbitro(s): CHN Jiang Liu GRE Epaminondas Gerothodoros |
| 4 de dezembro de 2018 10ː00 P2 AQ | 22 16 14         | Set 1 Set 2 Set 3 | 25          | Shaoxing Olympic Sports Center, Shaoxing Público: 1 145 Árbitro(s): CHN Jiang Liu GRE Epaminondas Gerothodoros |

| 4 de dezembro de 2018 17ː00 P2 AQ | Eczacibasi Vitra Istanbul | 3 — 0             | Altay Volleyball Club | Shaoxing Olympic Sports Center, Shaoxing Público: 893 Árbitro(s): IRN Mohammad Shahmiri THA Nathanon Sowapark |
| 4 de dezembro de 2018 17ː00 P2 AQ | 25                        | Set 1 Set 2 Set 3 | 10 11 15              | Shaoxing Olympic Sports Center, Shaoxing Público: 893 Árbitro(s): IRN Mohammad Shahmiri THA Nathanon Sowapark |

| 5 de dezembro de 2018 10ː00 P2 AQ | Praia Clube | 3 — 0             | Altay Volleyball Club | Shaoxing Olympic Sports Center, Shaoxing Público: 1 118 Árbitro(s): KOR Joo-Hee Kang SRB Vladimir Simonovic |
| 5 de dezembro de 2018 10ː00 P2 AQ | 25          | Set 1 Set 2 Set 3 | 14 16 17              | Shaoxing Olympic Sports Center, Shaoxing Público: 1 118 Árbitro(s): KOR Joo-Hee Kang SRB Vladimir Simonovic |

| 5 de dezembro de 2018 17ː00 P2 AQ | Supreme Chonburi | 0 — 3             | Eczacibasi Vitra Istanbul | Shaoxing Olympic Sports Center, Shaoxing Público: 1 157 Árbitro(s): JPN Shin Muranaka EUA Patricia Rolf |
| 5 de dezembro de 2018 17ː00 P2 AQ | 15 11 17         | Set 1 Set 2 Set 3 | 25                        | Shaoxing Olympic Sports Center, Shaoxing Público: 1 157 Árbitro(s): JPN Shin Muranaka EUA Patricia Rolf |

| 7 de dezembro de 2018 10ː00 P2 AQ | Supreme Chonburi | 3 — 1                   | Altay Volleyball Club | Shaoxing Olympic Sports Center, Shaoxing Público: 1 273 Árbitro(s): IRN Mohammad Shahmiri JPN Shin Muranaka |
| 7 de dezembro de 2018 10ː00 P2 AQ | 25 17 25         | Set 1 Set 2 Set 3 Set 4 | 23 20 25 17           | Shaoxing Olympic Sports Center, Shaoxing Público: 1 273 Árbitro(s): IRN Mohammad Shahmiri JPN Shin Muranaka |

| 7 de dezembro de 2018 14ː00 P2 AQ | Praia Clube | 1 — 3                   | Eczacibasi Vitra Istanbul | Shaoxing Olympic Sports Center, Shaoxing Público: 2 137 Árbitro(s): CHN Jiang Liu GRE Epaminondas Gerothodoros |
| 7 de dezembro de 2018 14ː00 P2 AQ | 27 21 11 21 | Set 1 Set 2 Set 3 Set 4 | 25                        | Shaoxing Olympic Sports Center, Shaoxing Público: 2 137 Árbitro(s): CHN Jiang Liu GRE Epaminondas Gerothodoros |

## Fase final
- Horário de Brasília

|  | Semifinais                | Semifinais            |   |                           | Final                 | Final |  |
|  |                           |                       |   |                           |                       |       |  |
|  | 8 de dezembro — 20ː00     |                       |   |                           |                       |       |  |
|  | VakifBank Istanbul        | 3                     |   |                           |                       |       |  |
|  | Praia Clube               | 1                     |   |                           |                       |       |  |
|  |                           |                       |   |                           |                       |       |  |
|  |                           |                       |   |                           | 9 de dezembro — 20ː00 |       |  |
|  |                           |                       |   |                           | Minas Tênis Clube     | 0     |  |
|  |                           | VakifBank Istanbul    | 3 |                           |                       |       |  |
|  |                           |                       |   |                           |                       |       |  |
|  |                           |                       |   |                           |                       |       |  |
|  |                           |                       |   |                           | Terceiro lugar        |       |  |
|  | 8 de dezembro — 17ː00     | 8 de dezembro — 17ː00 |   | 9 de dezembro — 17ː00     | 9 de dezembro — 17ː00 |       |  |
|  | Eczacibasi Vitra Istanbul | 2                     |   | Eczacibasi Vitra Istanbul | 3                     |       |  |
|  | Minas Tênis Clube         | 3                     |   |                           | Praia Clube           | 0     |  |

## Classificação do 5º ao 8º lugar
Resultados
| 8 de dezembro de 2018 10ː00 P2 AQ | Zhejiang      | 2 — 3                         | Altay Volleyball Club | Shaoxing Olympic Sports Center, Shaoxing Público: 2 495 Árbitro(s): JPN Shin Muranaka SRB Vladimir Simonovic |
| 8 de dezembro de 2018 10ː00 P2 AQ | 14 25 23 25 9 | Set 1 Set 2 Set 3 Set 4 Set 5 | 25 18 25 23 15        | Shaoxing Olympic Sports Center, Shaoxing Público: 2 495 Árbitro(s): JPN Shin Muranaka SRB Vladimir Simonovic |

| 8 de dezembro de 2018 14ː00 P2 AQ | Supreme Chonburi | 1 — 3                   | Voléro Le Cannet | Shaoxing Olympic Sports Center, Shaoxing Público: 2 723 Árbitro(s): EUA Patricia Rolf IRN Mohammad Shahmiri |
| 8 de dezembro de 2018 14ː00 P2 AQ | 17 20 25 21      | Set 1 Set 2 Set 3 Set 4 | 25 23 25         | Shaoxing Olympic Sports Center, Shaoxing Público: 2 723 Árbitro(s): EUA Patricia Rolf IRN Mohammad Shahmiri |

## Semifinais

### SF1
| 8 de dezembro de 2018 17ː00 P2 AQ | Eczacibasi Vitra Istanbul | 2 — 3                         | Minas Tênis Clube | Shaoxing Olympic Sports Center, Shaoxing Público: 5 764 Árbitro(s): THA Nathanon Sowapark CHN Jiang Liu |
| 8 de dezembro de 2018 17ː00 P2 AQ | 25 24 13 25 12            | Set 1 Set 2 Set 3 Set 4 Set 5 | 22 26 25 23 15    | Shaoxing Olympic Sports Center, Shaoxing Público: 5 764 Árbitro(s): THA Nathanon Sowapark CHN Jiang Liu |

### SF2
| 8 de dezembro de 2018 20ː00 P2 AQ | VakifBank Istanbul | 3 — 1                   | Praia Clube | Shaoxing Olympic Sports Center, Shaoxing Público: 5 693 Árbitro(s): GRE Epaminondas Gerothodoros KOR Joo-Hee Kang |
| 8 de dezembro de 2018 20ː00 P2 AQ | 25 22 25           | Set 1 Set 2 Set 3 Set 4 | 21 25 18    | Shaoxing Olympic Sports Center, Shaoxing Público: 5 693 Árbitro(s): GRE Epaminondas Gerothodoros KOR Joo-Hee Kang |

## Sétimo lugar
Resultados
| 9 de dezembro de 2018 10ː00 P2 AQ | Zhejiang | 3 — 1             | Supreme Chonburi | Shaoxing Olympic Sports Center, Shaoxing Público: 1 911 Árbitro(s): GRE Epaminondas Gerothodoros IRN Mohammad Shahmiri |
| 9 de dezembro de 2018 10ː00 P2 AQ | 25 20 25 | Set 1 Set 2 Set 3 | 22 25 13 19      | Shaoxing Olympic Sports Center, Shaoxing Público: 1 911 Árbitro(s): GRE Epaminondas Gerothodoros IRN Mohammad Shahmiri |

## Quinto lugar
Resultados
| 9 de dezembro de 2018 14ː00 P2 AQ | Altay Volleyball Club | 3 — 0             | Voléro Le Cannet | Shaoxing Olympic Sports Center, Shaoxing Público: 2 634 Árbitro(s): JPN Shin Muranaka KOR Joo-Hee Kang |
| 9 de dezembro de 2018 14ː00 P2 AQ | 26 25                 | Set 1 Set 2 Set 3 | 24 14 13         | Shaoxing Olympic Sports Center, Shaoxing Público: 2 634 Árbitro(s): JPN Shin Muranaka KOR Joo-Hee Kang |

## Terceiro lugar
Resultados
| 9 de dezembro de 2018 17ː00 P2 AQ | Eczacibasi Vitra Istanbul | 3 — 0             | Praia Clube | Shaoxing Olympic Sports Center, Shaoxing Público: 4 886 Árbitro(s): SRB Vladimir Simonovic THA Nathanon Sowapark |
| 9 de dezembro de 2018 17ː00 P2 AQ | 25                        | Set 1 Set 2 Set 3 | 16 18 19    | Shaoxing Olympic Sports Center, Shaoxing Público: 4 886 Árbitro(s): SRB Vladimir Simonovic THA Nathanon Sowapark |

## Final
Resultados
| 9 de dezembro de 2018 20ː00 P2 AQ | Minas Tênis Clube | 0 — 3             | VakifBank Istanbul | Shaoxing Olympic Sports Center, Shaoxing Público: 7 896 Árbitro(s): CHN Jiang Liu EUA Patricia Rolf |
| 9 de dezembro de 2018 20ː00 P2 AQ | 23 21 19          | Set 1 Set 2 Set 3 | 25                 | Shaoxing Olympic Sports Center, Shaoxing Público: 7 896 Árbitro(s): CHN Jiang Liu EUA Patricia Rolf |